# Vas Antal
Vas Antal, Eiselt (Baja, 1851. május 1. – Selmecbánya, 1916.) bölcseleti doktor, állami főgimnáziumi igazgató.

## Életútja
Eizelt Antal és Valter Jozefa fiaként született. A gimnáziumot szülővárosában és Pécsett végezte; utóbbi helyen két és fél évig teológiát, majd háromig bölcseleti előadásokat is hallgatott Budapesten. Középiskolákra képesíttetett a bölcseletből, latinból és görögből. 1876-tól tanár volt, kezdetben Selmecbányán, 1882-től Zsolnán, 1890-től Zomborban, ahol egyszersmind a kereskedelmi iskolában 1891-92-ben és 1895-96-ban a német nyelvet is tanította; majd intézetében pedig a latint, görögöt, németet és görög pótlót. Időközben Eiselt családi nevét Vasra változtatta. 1900-tól a bártfai magyar királyi állami gimnázium igazgatója volt.
Cikkeket írt Az akaratról és annak szabadságáról (1881), Az ismeretek eredetére vonatkozó források eredetéről és megbirálásáról, Euripides vallási és bölcseleti nézeteiről, A nyelvtanítás reformjáról és egyéb, hazafias irányú cikkeket a vidéki lapokba.
Cikke a selmeci r. kath. gimnázium Értesítőjében (1882. Aesopus és aesopusi mesék. Eiselt névvel).

## Munkája
- Bártfán és környékén található mű- és történeti emlékek és egyéb nevezetességek. Bártfa, 1900. (Különny. a bártfai áll. gymnasium Értesítőjéből).